# Прозвищное имя
Про́звищное и́мя — личное некалендарное имя, возникавшее из прозвища и выполняющее функцию официального личного имени. Примеры: Милюта Ананьин сын, Невежа поп Никольский, Замятня Филиппов, Безсонка Иванов сын Белкова, вдова Маланьица Муромка. В роли прозвищного имени иногда употреблялась народная форма христианского имени, например, Миколка Глебко.
В России прозвищные имена зафиксированы в письменных памятниках, в переписных книгах и синодиках. При этом в устной речи прозвищное имя могло стать для его носителя преобладающим, а «основное», календарное имя сохранялось только в письменных источниках.
Прозвищные имена имели хождение до конца XVII — начала XVIII века, в одно время с христианскими и языческими дохристианскими именами (не имевшими прозвищного характера), пока не были полностью запрещены правительством Петра I в числе других нецерковных имён. Эта временна́я граница отражена в письменных памятниках: после начала XVIII века прозвищные имена в них отсутствуют.
Про́звищное отчество  — отчество, образованное от прозвища отца и употреблявшееся 
самостоятельно или как второе отчество. Например: Девятко Маркелов сын Невзоров, Кузейко 
Семенов сын Осетров, Фочка Козмин сын Задоров.
От прозвищных имён образована большая группа патронимных русских прозвищных фамилий (например, Боборыка → Боборыкин, Замятня → Замятнин).
Корпус русских прозвищных имён из письменных памятников сведён в двух основных трудах — «Словаре древнерусских личных собственных имён» Н. М. Тупикова и книге «Ономастикон: Древнерусские имена, прозвища и фамилии» С. Б. Веселовского.